# 刘镇东
刘镇东（1977年11月27日—），馬來西亞政治人物，生於馬來西亞雪蘭莪州梳邦再也，现为依斯干达公主城国会议员兼柔佛州议会柏伶州议员。他曾担任马来西亚第十二届（槟城升旗山）及第十三届（柔佛居銮）国会议员，前任国防部副部长和马来西亚上议员。也是民主行动党副秘书长、槟城州政府智库槟城研究院（Penang Institute）董事、义騰研究中心主席、著名时评人等。

## 早年生活
出生于马来西亚雪兰莪梳邦再也。
2004年於澳洲国立大学毕业，取得政治学学士及亚洲研究荣誉学士学位；接着在马来亚大学取得区域整合研究硕士学位。曾在新加坡东南亚研究所（ISEAS）担任访问学者，研究领域包括伊斯兰政治、政治经济学和政治体制。

## 政治生涯

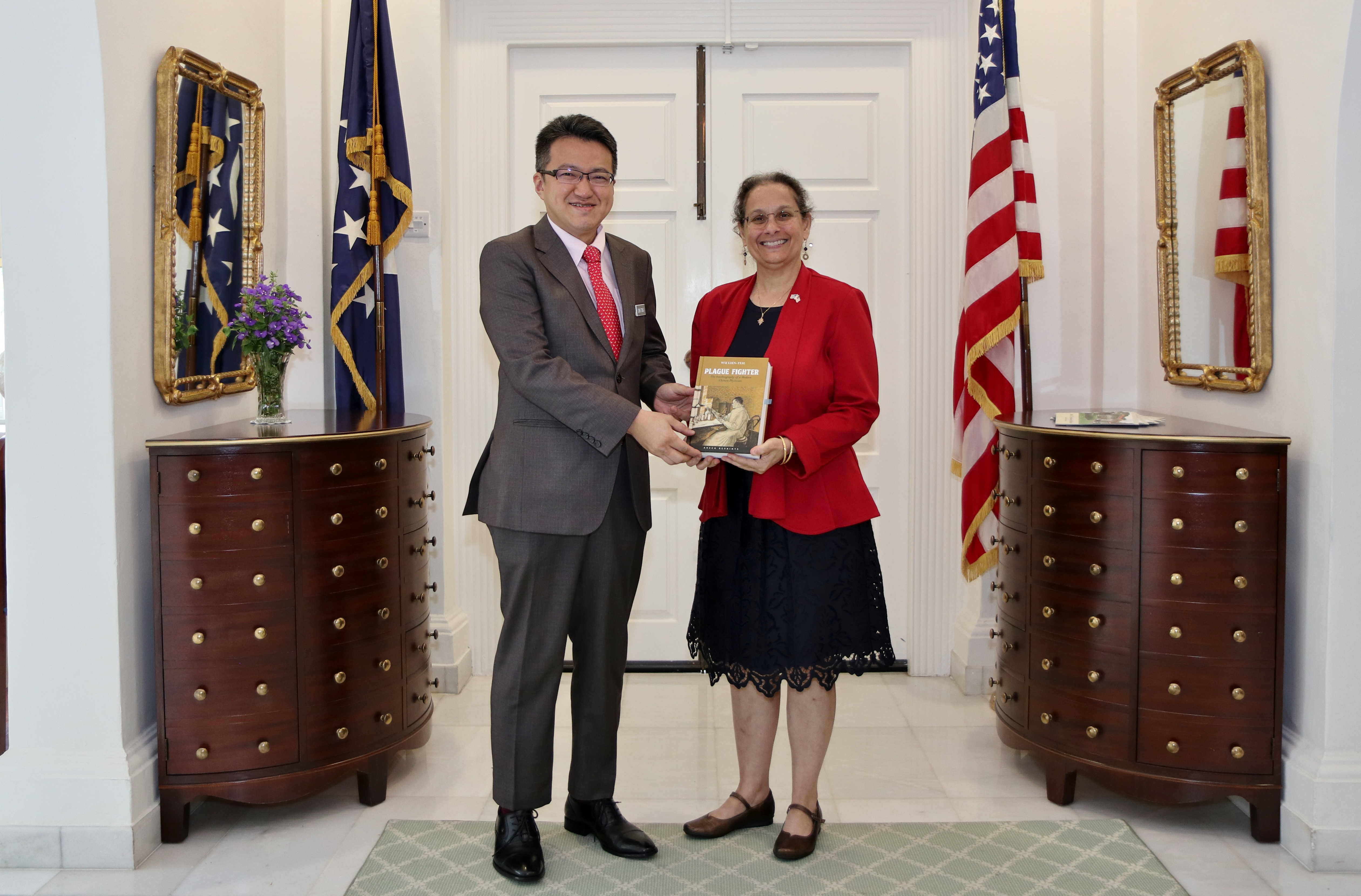
2020年2月11日刘镇东与美国驻马大使雷荷花会面

2008年大选时担任民主行动党秘书长林冠英的选举策略顾问，上阵升旗山国会议席挑战民政党强人谢宽泰，当选为国会议员，成为槟州首席部长政策顾问。
2013年大选，他转战柔佛居銮国会议席，击败马华公会党籍的时任教育部副部长何国忠而当选。

### 2018年大选
2018年大选，他再次转战柔佛亚依淡挑战时任马华公会署理总会长魏家祥。大选期间他坦言，希盟要拿下亚依淡国会议席不容易，但只要昔加末能领先胜出，亚依淡就有机会赢，他呼吁昔加末人民率先带领整个柔州变天：“我们从来没想过，柔州可能变天，因为柔州是国阵的保垒中的保垒。马华前总会长如林良实、黄家定为了自保，也选择来柔佛选。昔加末必须领先，因为昔加末应该比亚依淡容易赢。”
最终在5月9日的大选，魏家祥以303票击败他，使得刘镇东失去国会议员的资格。

### 2021年行动党柔佛州委员会改选
2021年4月，民主行动党柔佛州委员会即将举行改选之际，以刘镇东为首的主流派，在选前受到党元老邓章钦与刘天球等保守派人士批评， 以及柔佛州议员陈泓宾与巫程豪为首的草根派的严峻挑战。最终在5月2日，主流派阵营取得胜利，刘镇东以561票击败对手，成功四度蝉联柔佛州主席。

## 个人观点
2019年2月19日，刘镇东在题为《与马哈迪的历史性大结盟》的文章中指出，最近有些舆论，把首相马哈迪·莫哈末视为希望联盟的问题根源，并称把马哈迪当作改革的敌人是一种误判：“我们不必把马哈迪当作没有瑕疵的圣人，但把马哈迪当作改革的敌人则是一种误判。”。
2019年11月22日，刘镇东在面子书发表文告表示，面对现实情况，马来西亚既需要首相马哈迪·莫哈末，也需要人民公正党主席安华·依布拉欣，以巩固马来西亚新生的民主：“我们需赢得下届大选，不是为了我们自己，而是要确保2018年马来西亚大选的民主果实，不会因著纳吉·阿都拉萨与他们腐败政权的回归而消失。”。
2020年6月18日，刘镇东在部落格贴文认为，希望聯盟不该把人民公正党主席安华·依布拉欣和前首相马哈迪·莫哈末两人视为对手，若把马哈迪视为对手，绝对是战略上一个重大错误。他也指出，为了达到此目的，安华、马哈迪、沙巴民族复兴党主席沙菲益阿达、人民公正党、民主行动党和国家诚信党，必须携手组成强而稳固的政治联盟。
2021年缅甸政变后，刘镇东向《当今大马》表示呼吁美国和中华人民共和国介入，避免缅甸民主大倒退：“尽管我不同意翁山苏姬处理罗兴亚危机的方式，但我们仍应捍卫民选的文人政府。我们必须谴责所有的军事政变，因为它违反了缅甸人民的意愿。”。
2021年4月，刘镇东发表抨击媒体报道的观点，指出希盟在竞选宣言中承诺在执政届满前承认独中统考文凭，被中文媒体视为是一件轻而易举的事，但在过去数十年的渲染下，承认统考文凭是需要时间来处理政治及技术课题，因为马来人认为统考文凭要挑战国家教育制度，结果被中文媒体认为是希盟违诺。刘镇东认为，承认独中统考文凭课题也凸显在希盟时任财政部长林冠英处理拉曼大学学院拨款课题的情况上。当时林冠英坚持要求马华放弃对拉曼的管控权，政府才会发出3000万令吉款项，但被「亲马华」的中文媒体炒作为是希盟打压拉曼（林冠英任内也曾多次发表类似声明）。他在同年4月出版的新书籍《追寻理想国家：马来西亚政治史上的林吉祥》中也指出，希盟执政22个月期间，面对各语文媒体的舆论与压力，一方面敌对党炒作马来人课题，一方面则是面对「亲马华」中文媒体煽动华裔的情绪，大肆炒作废除死刑、餐厅禁烟、大学预科班学额及白鞋换黑鞋等课题。最终导致华社强烈反对爪夷文的情绪也引起马来社会不满，并报复式积极推动「优先购买穆斯林产品运动」。

## 争议事件
刘镇东曾经批评张盛闻通过受委上议员的方式“走后门”当部长，而他在2018年大选后败选却欣然接受国家元首委任为上议员当部长的举动，受到魏家祥的批评，部分不满的民众为他取名“后门东”的称呼。刘镇东自己则表示这个举动没有问题，主要还是看个人政绩，并认为由国阵占大多数的上议院也是个重要的机构。
而在7月17日，在大选中不获委派上阵的前行动党议员巫程豪和黄泉安表示刘镇东不应接纳该职。其中巫指刘镇东曾调侃马华公会领袖通过受委上议员当副部长是走后门行为，而自己也应当秉持最初的原则，并认为他应该向公正党实权领袖安华·依布拉欣拒绝受委上议员和林吉祥批评上院为橡皮图章的两人学习。黄泉安则认为行动党不得不向前槟城州首长许子根道歉。

## 著作

### 中文评论集
- 《大复兴》(2020)
- 《决战在中间：共创马来西亚2.0》（2013）吉隆坡：众意出版[25]
- 《小市民的政治经济学》（2011）吉隆坡：众意出版
- 《华教运动，动或不动》（2011）吉隆坡：新纪元学院校友会
- 《亮剑—踢爆马来政治》（2007）吉隆坡：义腾研究中心

### 英文评论集
- Liew Chin Tong (2020)，The Great Reset
- Liew Chin Tong (2009), Speaking for the reformasi generation Kuala Lumpur: Research for Social Advancement (REFSA)

### 英文期刊着作
- Liew Chin Tong and Francis Hutchison (2010), “Implementing Pro-Employment Policies at the Sub-national Level” in Ooi Kee Beng and Goh Ban Lee (eds) Pilot Studies for a New Penang, Penang: Socio-Economic and Environmental Research Institute (SERI), pp. 111–128.
- Liew Chin Tong (2007), “PAS’ Leadership: New Faces and Old Constraints” in Lorraine C. Salazar and Daljit Singh (eds) Southeast Asian Affairs 2007, Singapore: Institute of Southeast Asian Studies, pp. 201–213
- Liew Chin Tong (2007), “PAS politics: defining an Islamic State” in Edmund Terence Gomez Politics in Malaysia: the Malay dimension Oxon: Routledge, pp. 107–137.
- William F. Case and Liew Chin Tong (2006) How Committed Is PAS to Democracy and How Do We Know It? Contemporary Southeast Asia: A Journal of International and Strategic Affairs, Volume 28, Number 3, December 2006, pp. 385–406

## 选举成绩
| 年份 | 选区                     | 候选人 | 候选人               | 得票数 | 得票率 | 竞选对手             | 竞选对手           | 得票数 | 得票率 | 总票数  | 多数票 | 投票率 |
| ---- | ------------------------ | ------ | -------------------- | ------ | ------ | -------------------- | ------------------ | ------ | ------ | ------- | ------ | ------ |
| 2008 | 檳城 P048 升旗山         |        | 刘镇东（民主行动党） | 31,243 | 66.45% |                      | 谢宽泰（民政党）   | 15,131 | 32.18% | 47,016  | 16,112 | 72.98% |
| 2013 | 柔佛 P152 居銮           |        | 刘镇东（民主行动党） | 40,574 | 54.99% |                      | 何国忠（马华公会） | 33,215 | 45.01% | 75,308  | 7,359  | 86.78% |
| 2018 | 柔佛 P148 亚依淡         |        | 刘镇东（民主行动党） | 16,773 | 43.20% |                      | 魏家祥（马华公会） | 17,076 | 43.98% | 38,824  | 303    | 85.52% |
| 2018 | 柔佛 P148 亚依淡         |        | 刘镇东（民主行动党） | 16,773 | 43.20% | 马迪马宛（伊斯兰党） | 4,975              | 12.82% |        | 38,824  | 303    | 85.52% |
| 2022 | 柔佛 P162 依斯干达公主城 |        | 刘镇东（民主行动党） | 96,819 | 59.15% |                      | 张秀福（马华公会） | 36,783 | 22.47% | 163,680 | 60,036 | 73.58% |
| 2022 | 柔佛 P162 依斯干达公主城 |        | 刘镇东（民主行动党） | 96,819 | 59.15% | 陈稼胜（土著团结党） | 30,078             | 18.38% |        | 163,680 | 60,036 | 73.58% |

| 年份 | 选区     | 候选人 | 候选人               | 得票数 | 得票率 | 竞选对手         | 竞选对手           | 得票数 | 得票率 | 总票数 | 多数票 | 投票率 |
| ---- | -------- | ------ | -------------------- | ------ | ------ | ---------------- | ------------------ | ------ | ------ | ------ | ------ | ------ |
| 2022 | N46 柏伶 |        | 刘镇东（民主行动党） | 18,628 | 43.59% |                  | 陈贤绮（马华公会） | 15,281 | 35.76% | 42,738 | 3,347  | 42.20% |
| 2022 | N46 柏伶 |        | 刘镇东（民主行动党） | 18,628 | 43.59% | 邱孝利（民政党） | 8,829              | 20.66% |        | 42,738 | 3,347  | 42.20% |